# Crustulina grayi
Crustulina grayi là một loài nhện trong họ Theridiidae.
Loài này thuộc chi Crustulina. Crustulina grayi được Pater Chrysanthus miêu tả năm 1975.